# Собіпан Володимир Валентинович
Володи́мир Валенти́нович Собіпа́н — підполковник Збройних сил України, учасник російсько-української війни.

## Нагороди
За особисту мужність і героїзм, виявлені у захисті державного суверенітету та територіальної цілісності України, вірність військовій присязі під час російсько-української війни нагороджений
- орденом «За мужність» III ступеня (4.12.2014)
- орденом Богдана Хмельницького ІІІ ступеню (08.11.2023)
- орденом Богдана Хмельницького ІІ ступеню (20.09.2024)
- Вогнепальною зброєю 9 мм пістолет Glock-19 Gen-5